# 2952 Lilliputia
2952 Lilliputia eller 1979 SF2 är en asteroid i huvudbältet som upptäcktes den 22 september 1979 av den rysk-sovjetiske astronomen Nikolaj Tjernych vid Krims astrofysiska observatorium på Krim. Den har fått sitt namn efter det fiktiva landet Lilleputt i Jonathan Swifts bok Gullivers resor.
Asteroiden har en diameter på ungefär 6 kilometer.